# Campionati africani di ciclismo su strada - Cronometro maschile Under 23
La Cronometro maschile Under 23 è uno degli eventi disputati durante i Campionati africani di ciclismo su strada. Per la prima volta fu corsa nel 2008.

## Albo d'oro
Aggiornato all'edizione 2023.
| Anno | Vincitore                   | Secondo                     | Terzo                   |
| ---- | --------------------------- | --------------------------- | ----------------------- |
| 2008 | Jay Robert Thomson          | Daniel Teklehaimanot        | Bereket Yemane          |
| 2009 | Reinardt Janse van Rensburg | Heiko Redecker              | Adrien Niyonshuti       |
| 2010 | Daniel Teklehaimanot        | Reinardt Janse van Rensburg | Tsgabu Grmay            |
| 2011 | Louis Meintjes              | Reda Aadel                  | Fayçal Hamza            |
| 2012 | Tsgabu Grmay                | Adil Barbari                | Natnael Berhane         |
| 2013 | Willie Smit                 | Johannes Christoffel Nel    | Adil Barbari            |
| 2014 | non disputata               | non disputata               | non disputata           |
| 2015 | Merhawi Kudus               | Valens Ndayisenga           | Adil Barbari            |
| 2016 | Valens Ndayisenga           | Amanuel Gebrezgabihier      | Abderrahmane Bechlaghem |
| 2017 | Stefan de Bod               | Awet Habtom                 | Joseph Areruya          |
| 2018 | Joseph Areruya              | Redwan Ebrahim              | Simon Musie             |
| 2019 | Moïse Mugisha               | Redwan Ebrahim              | Islam Mansouri          |
| 2020 | non disputata               | non disputata               | non disputata           |
| 2021 | Islam Mansouri              | Jean Eric Habimana          | Paul Daumont            |
| 2022 | Renus Uhiriwe               | Youssef Ahmed               | Salah Cherki            |
| 2023 | Kiya Rogora                 | Aklilu Arefayne             | Hamza Amari             |

## Medagliere
| Pos.   | Nazione      | Oro | Argento | Bronzo | Totale |
| ------ | ------------ | --- | ------- | ------ | ------ |
| 1      | Sudafrica    | 5   | 2       | 0      | 7      |
| 2      | Ruanda       | 4   | 2       | 2      | 8      |
| 3      | Eritrea      | 2   | 4       | 3      | 9      |
| 4      | Etiopia      | 2   | 2       | 1      | 5      |
| 5      | Algeria      | 1   | 1       | 7      | 9      |
| 6      | Marocco      | 0   | 1       | 0      | 1      |
| 6      | Namibia      | 0   | 1       | 0      | 1      |
| 6      | Egitto       | 0   | 1       | 0      | 1      |
| 9      | Burkina Faso | 0   | 0       | 1      | 1      |
| Totale | Totale       | 14  | 14      | 14     | 42     |